# 켐프풀밭쥐
켐프풀밭쥐(Deltamys kempi)는 비단털쥐과 목화쥐아과에 속하는 설치류의 일종이다. 켐프풀밭쥐속 (Deltamys)의 유일종이다. 이전에는 남아메리카밭쥐속(Akodon)에 속하는 종으로 간주했지만, 현재는 별도의 속으로 분류할 만큼 충분히 다르다. 학명과 일반명은 설치류 표본을 수집한 대영박물관 로빈 켐프(Robin Kemp)의 이름에서 유래했다.

## 특징
켐프풀밭쥐는 생쥐 보다는 현저하게 커서, 꼬리 길이 8cm를 포함하여 전체 몸길이가 약 18cm이다. 눈과 귀는 작고 팔다리는 비교적 짧다. 털은 무성하고 부드러워며, 아주 진한 갈색을 띠고 몸 대부분은 거의 검은색으로 덮여 있으며 하체로 갈수록 갈색빛의 회색으로 변한다. 꼬리는 잔털만 있고 길이 방향으로 비늘 모양이 보인다.

## 분포 및 서식지
켐프풀밭쥐는 아르헨티나 부에노스아이레스주와 엔트레리오스주의 라플라타강 어귀, 우루과이 남부와 동부 전역 그리고 브라질 남단의 히우그란지두술주 해안 근처에서 발견된다. 분포 지역에서 습지와 풀밭 홍수림과 같은 나무가 없는 저지대에서 발견되며, 숲 지역 가장자리에서는 덜 흔하다.

## 아종
2종의 아종이 알려져 있다.
- Deltamys kempi kempi - 아르헨티나
- Deltamys kempi langguthi - 우루과이, 브라질

## 생태 및 습성
습지에서 서식하고 있지만, 켐프풀밭쥐는 특히 헤엄을 잘 치는 동물이 아니며 땅을 파는 데 발이 발달해 있다. 땅 위, 예를 들어 쓰러진 나무 줄기 또는 풀과 잎 아래에 둥지를 만드는 것으로 보고되고 있다. 대부분의 다른 설치류에 비해 동물 먹이, 특히 곤충의 비율이 높다. 가장 흔한 포식자는 원숭이올빼미이다.